# Diecezja Gweru
Diecezja Gweru (łac. Dioecesis Gueruensis; ang. Diocese of Gweru) – jedna z 6 diecezji obrządku łacińskiego w Kościele katolickim w Zimbabwe w prowincji Midlands ze stolicą w Gweru. Erygowana 14 listopada 1946 jako prefektura apostolska Fort Victoria, a podniesiona 24 czerwca 1950 do rangi wikariatu apostolskiego. Ustanowiona diecezją Gwelo 1 stycznia 1955 bullą papieską przez Piusa XII. 25 czerwca 1982 zmieniono nazwę na Gweru. Biskupstwo jest sufraganią archidiecezji Bulawayo.

## Biskupi
- Biskup diecezjalny: bp Rudolf Nyandoro (od 2020)